# Roland Schäfer (Schauspieler)
Roland Schäfer (* 27. Oktober 1943 in Wilhelmshaven) ist ein deutscher Schauspieler und Regisseur.

## Leben
In Theatern in Düsseldorf, Berlin, Basel, Köln und Salzburg hatte er eigene Inszenierungen. Zuvor arbeitete er mit namhaften Regisseuren wie Hübner, Hansgünther Heyme, Rainer Werner Fassbinder, Peter Stein, Grüber, Jürgen Kruse, Luc Bondy und  Edith Clever zusammen.
Schäfer erhielt mehrere Lehraufträge an Instituten und Hochschulen, so etwa 1994/95 und 2001 an der Hochschule der Bildenden Künste in Berlin, 1999 an der Hochschule für Musik und Theater in Hamburg und 2004 am Mozarteum Salzburg.

## Filmografie
| Schauspieler - 1980: Berlin Alexanderplatz - 1982: Das Beil von Wandsbek - 1989: Die Staatskanzlei (Fernsehverfilmung) - 1989: Der wiedergefundene Freund (Reunion) - 1990: Das vergessene Tal, Regie: Clemens Klopfenstein - 1992: Verlorene Landschaft, Regie: Andreas Kleinert - 1993: Wehner – die unerzählte Geschichte, Regie: Heinrich Breloer - 1993: Im Namen des Gesetzes (erste Staffel) - 1993: Auf eigene Gefahr (erste Staffel) - 1995: Das Schwein – Eine deutsche Karriere - 1995/96: Die Putzfraueninsel, Regie: Peter Timm - 2000: Deutschlandspiel - 2002: Lilly unter den Linden, Regie: Erwin Keusch - 2003: Besucherin, Regie: Ariane Kessissoglou - 2005/06: Der kalte Tag - 2008: Rote Rosen als Philipp Graf von Attendorn in 36 Folgen (337–371, 404–405) - 2008: Eine für alle als Herr Walther in Folge 72–75 | Regisseur - Bravo-Girl - Kabale und Liebe - Die Räuber - Minna von Barnhelm - Die Möwe - Die Exzesse |